# Kaleta Gábor
Kaleta Gábor magyar diplomata, Magyarország egykori perui nagykövete. 2020 júliusában felfüggesztett börtönbüntetésre ítélték 19 000 pedofil fénykép birtoklásáért.

## Élete

### Tanulmányai
Általános iskolát a székesfehérvári Vízivárosi Általános Iskola jogelődjében végezte el. Középfokú tanulmányait 14 éves korában, 1989-ben a Pannonhalmi Bencés Gimnáziumban kezdte meg. A pécsi Janus Pannonius Tudományegyetem Állam- és Jogtudományi Karán végezte el diplomata tanulmányait. Jogi szakvizsgáját a Pázmány Péter Katolikus Egyetemen tette le. Angol és német nyelvekből felsőfokú nyelvvizsgája van.

### Pályafutása
2001-ben felvételizett sikeresen a Külügyminisztériumba, ahol kezdetben az Amerikai Főosztályon dolgozott. Ezt követően külszolgálaton kezdett dolgozni, 2007-2011 között Los Angelesben első beosztott és konzul, 2011-től az Amerikai Főosztály főosztályvezető-helyettese volt. Ezt követően a Külügyminisztérium, majd az Igazságügyi Minisztérium sajtófőnöki pozícióját töltötte be. A sajtófőnöki pozíciót követően a Külgazdasági és Külügyminisztérium Latin-Amerika és Karib-térség Főosztályán vállalt munkát. 2017-ben kinevezték – a 2006-os bezárását követően újra megnyitott – perui magyar nagykövetség élére, majd 2018-ban – Magyarország limai nagykövetségének vezetésére kapott megbízása érintetlenül hagyása mellett – megbízták a bolíviai képviselet ellátásával is. Mindkét megbízatása alól 2019-ben mentették fel.

### Büntetőpere
2018–19-ben az amerikai és koreai nyomozó hatóságok vezetésével, egy nemzetközi összefogás keretében felgöngyölítették a Welcome to Video gyermekpornográfia-megosztó oldalt, és beazonosították számos felhasználóját; Kaleta is közöttük volt. Miután értesítették őket erről, a magyar hatóságok 2019 márciusában titokban hazahozták Kaletát (a titkosságot állítólag az amerikai partner kérte a nyomozás érdekében), majd felmentették a nagyköveti szolgálat alól, és novemberben vádat emelt ellene a Fővárosi Főügyészség. Mindez csak 2020 februárjában, az Index.hu szerint az Index.hu újságíróinak köszönhetően vált közismertté, még a Parlament külügyi bizottságának tagjait sem tájékoztatták.
Kaleta a tárgyaláson beismerte bűnösségét, a bíróság pedig első fokon egy év felfüggesztett börtönbüntetésre, illetve 540 ezer forint pénzbüntetés megfizetésére ítélte. Kaleta védője, Mester Csaba fellebbezett az ítélet ellen, de később visszavonta a fellebbezést, így az ítélet jogerőssé vált. Szijjártó Péter külügyminiszter az elsőfokú tárgyalás után azt nyilatkozta, hogy „amit lehet és amit a törvény enged, nyilvánosságra fognak hozni”. Későbbi hírek szerint viszont a hatóságok kevéssé szigorúan jártak el Kaletával szemben, miközben még kérdésre sem árultak el szinte semmit.
Kaleta Gábor büntetőpere heves vitákat és komoly társadalmi felháborodást keltett. Többek között a Kaleta-ügyre, a túl enyhének tartott ítéletre hivatkozva nyújtottak be - utólag homofób és transzfób irányba eltérített - „pedofilellenes” jogszabálycsomagot kormánypárti képviselők az Országgyűlésben.

## Magánélete
Székesfehérváron nőtt fel, ahonnan 1989-ben, 14 éves korában költözött el. Állandó lakcíme azonban azóta is ottani.